# Buffalo City (Zuid-Afrika)
Buffalo City  is een gemeente in de provincie Oost-Kaap, Zuid-Afrika. Buffalo City telt 755.200 inwoners. Binnen deze gemeente ligt de stad Oos-Londen.

## Hoofdplaatsen
Het nationaal instituut voor de statistiek, Stats SA, deelt sinds de census 2011 deze gemeente in in 183 zogenaamde hoofdplaatsen (main place):
Anders Mission • Bangilizwe • Berlin (Berlyn) • Bisho • Buffalo City NU • Bulembu • Carrington • Chalumna A • Chalumna B • Chris Hani • Christmas Rock • Clydesdale • Corn Fields • Cosy Corner • Cuba A • Cuba B • Dikazi • Dimbaza • Dongwe • Ducats • Dyam Dyam • Oos-Londen • eBhalasi • eBongweni • eDrayini • eJojweni • Eluxolweni • eMangweni • eMxhaxho • Ententeni • eSingeni • Esixekweni A • Esixekweni B • Ezigodlweni • Fort Murray • Ginsberg • Godidi • Gompo Town • Gonubie • Goodhope • Gqala • Gwaba • Gwili-Gwili • Gwiqi • Hill • Hillcrest • iKhiwane • Ilitha • Inglewood • Izeleni • Jaftas • Jongamsabomvu • Kayser's Beach • Khayelitsha • Kidd's Beach • King William’s Town • KuLogaxa • Kuni • KwaAltile • KwaBelekile • KwaBhonke • KwaBuso • KwaDikidikana • KwaKalkeni • KwaKlifu • KwaLini • KwaMamata • KwaMasingata • KwaMdingi • KwaMlakalaka • KwaMpundu • KwaMzonkeshe • KwaNdayi • KwaNdubungela • KwaNgcamama • KwaNkola • KwaNoncampa • KwaNtsipho • KwaNyande • KwaQongqotha • KwaRayi • KwaTshatshu • Kwelera • Kwelerana • Kwetyana • Lovedale SP • Lujiza • Luxhomo • Mabaleni • Mabel's Rest • Macleantown • Mamata • Mbekweni • Mbolompeni • Mdange • Mdantsane • Mimosa Park • Mngqalasini • Mngqesha • Mntlabathi • Modaka • Mount Coke Mission • Mount Coke Station • Mozana • Mpongo • Mpundu • Msundulo • Mtshonyaneni • Mxaxo • Mzamonhle • Mzantsi • Mzintshane • Nahoon Dam Settlement • Ncalukeni • Ncera • Ndevana • Ndileka • Need`s Camp • New Chalumna • New Hope • Ngcamngeni • Ngingiqini • Ngqeleni • Ngqika • Ngqingeni • Ngqinisa • Ngxwalane • Nkosiyane • Nkqonkqweni A • Nkxamnkwana • Nomgwadla • Nompumelelo • Nqcamgeni • Nqonqweni • Ntlalwini • Ntunja • Nxaruni • Oos-Londen • Pefferville • Phakamisa • Phozi • Pirie Mission • Potsdam East • Potsdam South • Potsdam Village • Punzana • Qongqotha • Rala • Rhayi • Richmond Pines • Rocklands • Rosendal • Sandile • Sandisiwe • Saye • Sea Vale • Silverdale • South Down • St Mary • Sunny South • Sunrise-On-Sea • Thornfield • Tolofiyeni • Trastini • Tsaba • Tshabo 2 • Tukayi A • Tukayi B • Twecwana • Tyeni • Tyhusha • Tyusha • Tyutyu • uMzantsi • Welcomewood • Wesleyville • Xhama • Yellow Wood • Zabalaza • Zikova • Zikwaba • Zinyoka • Zixothyeni • Zwelitsha.